# Алексис Дзийна
Алексис Гейбриъл Дзийна (на английски: Alexis Gabbriel Dziena) е американска киноактриса от полско-италианско-ирландски произход. Позната е в България с филмите „Прекършени цветя“, „Опасна възраст“ и сериалът „Нашествие“.

## Филмография
- Mimic: Sentinel (2003)
- Bringing Rain (2003)
- Rhinoceros Eyes (2003)
- Wonderland (2003)
- Опасна възраст (2004)
- Strangers with Candy (2005)
- Stone Cold (2005)
- The Great New Wonderful (2005)
- Прекършени цветя (2005)
- Pizza (2005)
- Havoc (2005)
- Нашествие (2005)
- One Life to Live (2007)
- Златна възможност (2008)
- Wrong (2013)